# Давид ди Донателло 1965
10-я церемония вручения наград премии «Давид ди Донателло» состоялась 31 июля 1965 года в Театре в Тавромении.

## Номинанты и победители

### Лучшая режиссура
- Франческо Рози — Момент истины (ex aequo)
- Витторио Де Сика — Брак по-итальянски (ex aequo)

### Лучший продюсер
- Карло Понти — Брак по-итальянски

### Лучшая женская роль
- Софи Лорен — Брак по-итальянски

### Лучшая мужская роль
- Витторио Гассман — Конъюнктура (ex aequo)
- Марчелло Мастроянни — Брак по-итальянски (ex aequo)

### Лучший иностранный продюсер
- Джек Уорнер — Моя прекрасная леди

### Лучшая иностранная актриса
- Одри Хепбёрн — Моя прекрасная леди

### Лучший иностранный актёр
- Рекс Харрисон — Моя прекрасная леди

### Targa d’oro
- Михалис Какояннис
- Дино Де Лаурентис
- Мелина Меркури
- Энтони Куинн